# Пільховиці (Нижньосілезьке воєводство)
Пільховиці (пол. Pilchowice, нім. Mauer) — село в Польщі, у гміні Влень Львувецького повіту Нижньосілезького воєводства.
Населення — 615 осіб (2011).
У 1975—1998 роках село належало до Єленьоґурського воєводства.

## Демографія
Демографічна структура станом на 31 березня 2011 року:
|          | Загалом | Допрацездатний вік | Працездатний вік | Постпрацездатний вік |
| -------- | ------- | ------------------ | ---------------- | -------------------- |
| Чоловіки | 297     | 61                 | 212              | 24                   |
| Жінки    | 318     | 59                 | 188              | 71                   |
| Разом    | 615     | 120                | 400              | 95                   |